# 叶片对臂虫
叶片对臂虫（学名：Spongobrachium froudum）为海绵盘虫科对臂虫属的动物。在中国，分布于东海等海域。